# La Unión Mendocina
La Unión Mendocina (LUM) es una coalición política argentina de la provincia de Mendoza, liderada por el político Omar De Marchi. Fue creada para competir a nivel provincial. Su primera participación fue en las elecciones provinciales de Mendoza de 2023.
Esta coalición está conformada principalmente por partidos políticos conservadores y libertarios. Además cuenta con distintos dirigentes del PRO y la UCR que anteriormente formaban parte de Cambia Mendoza.

## Historia
A principios de 2023, el senador Alfredo Cornejo anunció su precandidatura para gobernador en el Frente Cambia Mendoza. Al mismo tiempo, Omar De Marchi, al tener desacuerdos y discrepancias ideológicas con la Unión Cívica Radical y la Coalición Cívica ARI, decidió postularse para la gobernación mendocina, pero por afuera del frente. Esto causó una crisis interna dentro de la coalición, en el que sectores del PRO, y de la UCR querían formar una nueva alianza junto a De Marchi, mientras que otro sector, también formado por los partidos mencionados, quería mantener la unidad dentro de la misma, apoyando a Cornejo. La crisis fue aumentando con el paso de los meses, incluyendo reclamos de Patricia Bullrich y de Horacio Rodríguez Larreta, en contra de De Marchi, para que aceptara presentarse dentro de Cambia Mendoza. Sin embargo, el diputado nacional desoyó los pedidos y reafirmó su postura de competir por fuera de la coalición, lanzando su espacio llamado "La Unión Mendocina".

## Partidos integrantes
Los partidos políticos que componen la alianza son los siguientes:
| Partido | Partido                      | Líder/Presidente         | Ideología                    | Posición        | Ref |
| ------- | ---------------------------- | ------------------------ | ---------------------------- | --------------- | --- |
|         | Partido Demócrata            | Roberto Ajo              | Conservadurismo              | Derecha         |     |
|         | Partido UNIR                 | Walter Tobares           | Conservadurismo nacionalista | Extrema derecha |     |
|         | Compromiso Federal           | Flavia Manoni            | Peronismo Federal            | Centroderecha   |     |
|         | Unión Popular Federal        | Jorge Difonso            | Peronismo Federal            | Centroderecha   |     |
|         | Unión del Centro Democrático | Alejandro Vargas Yacante | Liberalismo conservador      | Derecha         |     |

## Resultados electorales

### Gobernador de la provincia de Mendoza
| Año  | Fórmula        | Fórmula        | Votos   | %                | Resultado |
| Año  | Gobernador     | Vicegobernador | Votos   | %                | Resultado |
| ---- | -------------- | -------------- | ------- | ---------------- | --------- |
| 2023 | Omar De Marchi | Daniel Orozco  | 275.890 | \| \| 29,67 % \| | No electo |
|      | 29,67 %        |                |         |                  |           |

### Cámara de Diputados de la provincia de Mendoza
| Año  | Votos   | %                | Diputados | Total |
| ---- | ------- | ---------------- | --------- | ----- |
| 2023 | 223.644 | \| \| 26,82 % \| | 8/24      | 9/48  |
|      | 26,82 % |                  |           |       |

### Cámara de Senadores de la provincia de Mendoza
| Año  | Votos   | %                | Senadores | Total |
| ---- | ------- | ---------------- | --------- | ----- |
| 2023 | 225.267 | \| \| 26,84 % \| | 5/19      | 8/38  |
|      | 26,84 % |                  |           |       |